# Joya (título)
Joya, Hoya, Jauaya o Juaya (del en persa: خواجه‎ khwajah o juaya, en árabe: خواجة‎ khawājah o jauaya) es un título usado en Oriente Medio, Sur de Asia, y Asia Central. Significa "Señor" o "Maestro". También está estrechamente relacionado con otros términos del sufismo.
Fue un título honorífico de origen persa que inicialmente se daba a los maestros y sabios, y luego a ministros y eunucos. Bajo los samánidas se le añadía "buzurg" (grande) para designar al jefe de la burocracia; posteriormente fue asignado a los visires, escritores, ricos y comerciantes. Posteriormente fue asignado a los visires, escritores, ricos y comerciantes. Con el tiempo, llegaría a convertirse en un apellido común.

## Ortografías varias
Se pueden encontrar múltiples ortografías que han ido variando en función del tiempo y la zona de influencia, aunque la pronunciación sea parecida.
Así: Khawaja, Khwaja, Khoja, Hodja, Hodža (en eslovaco), Hoca (en turco), Hodžić (en bosnio), Hotzakis (en griego), Hoxha (en albanés), Khoja (en tayiko), Hoja (en turcomano) o Al-Khawaja.

## Algunos personajes que utilizaban el título
- Enver Hoxha (1908-1985), dirigente de la República Popular de Albania desde 1945 hasta su muerte.
- Khoja Ahmad Yasavi o Ahmed Yesevi (1106-1166), asceta sufista y poeta túrquico.
- Nasir al-Din al-Tusi (1201–1274), científico persa chií.
- Nasreddin o Nasrudín, personaje mítico de la tradición popular sufí.